# Alloclubionoides grandivulvus
Alloclubionoides grandivulvus is een spinnensoort in de taxonomische indeling van de nachtkaardespinnen (Amaurobiidae).
Het dier behoort tot het geslacht Alloclubionoides. De wetenschappelijke naam van de soort werd voor het eerst geldig gepubliceerd in 1969 door Takeo Yaginuma.